# Лебанон (Пенсилванија)
Лебанон (енгл. Lebanon) град је у америчкој савезној држави Пенсилванија. По попису становништва из 2010. у њему је живело 25.477 становника.

## Демографија
Према попису становништва из 2010. у граду је живело 25.477 становника, што је 1.016 (4,2%) становника више него 2000. године.
| Група             | 2000.          | 2010.          |
| Белци             | 19.297 (78,9%) | 15.669 (61,5%) |
| Афроамериканци    | 790 (3,2%)     | 1.506 (5,9%)   |
| Азијати           | 249 (1,0%)     | 286 (1,1%)     |
| Хиспаноамериканци | 4.019 (16,4%)  | 8.177 (32,1%)  |
| Укупно            | 24.461         | 25.477         |